# Посідонія океанічна
Посідонія океанічна (Posidonia oceanica) — рослина родини Posidoniaceae, яку ще називають травою Нептуна. Це морська рослина, яка є ендеміком для Середземного моря. Утворює на дні моря великі колонії, які є важливою складовою його екосистеми. Плоди посідонії вільно плавають в морі. В Італії їх називають «оливками моря» (l'oliva di mare). Кульки, які утворюються під дією хвиль моря з залишків рослини, переважно зі сплутаних кореневищ, часто можна побачити викинутими на узбережжя біля якого зростає посідонія. В народі ці кульки називають «кульками Нептуна», «морськими кульками», або «морськими картоплинами». Вони можуть утворюватися також із залишків рослин роду камка (Zostera).

## Опис

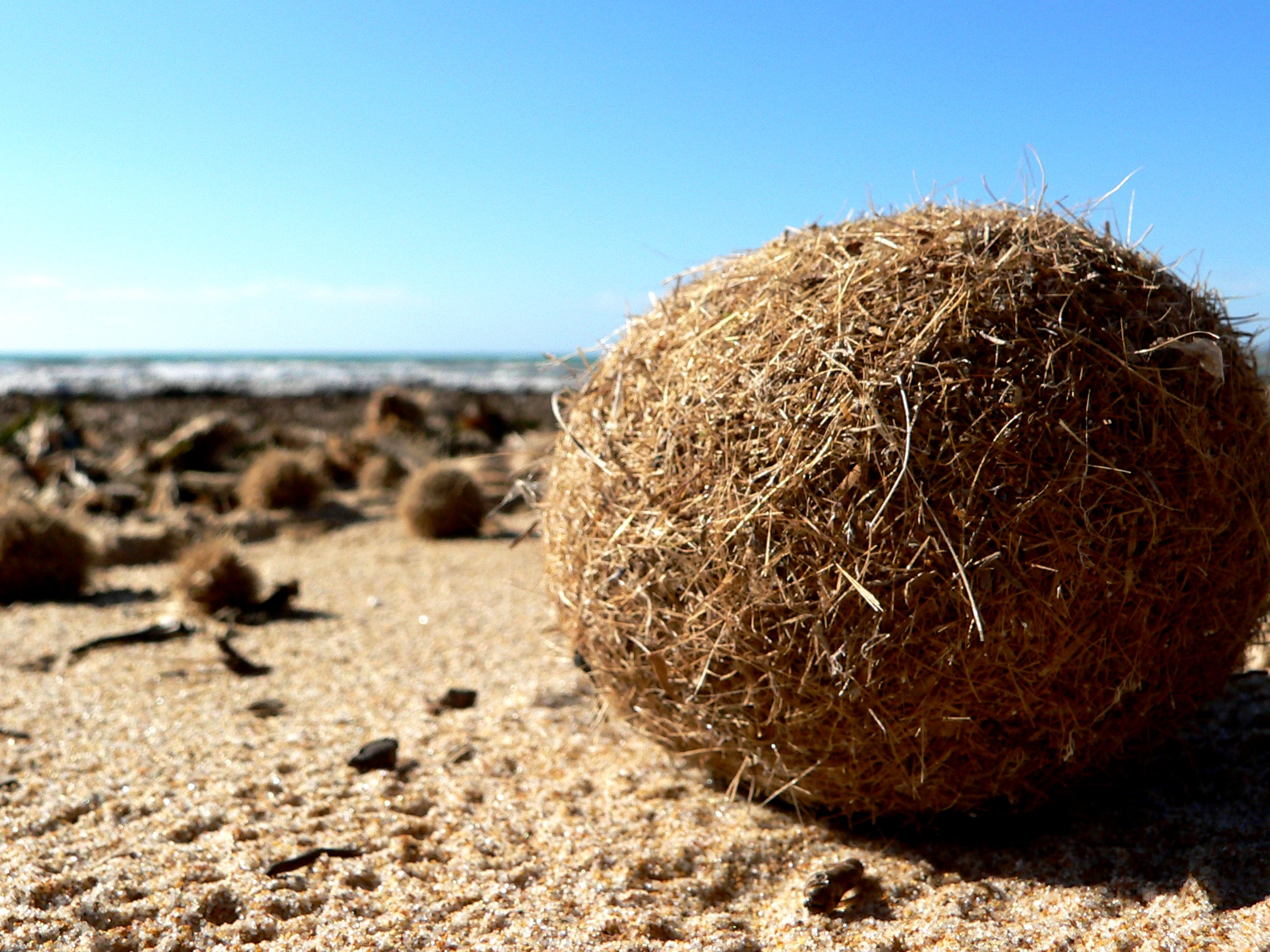
Egagropili — Posidonia spheroids

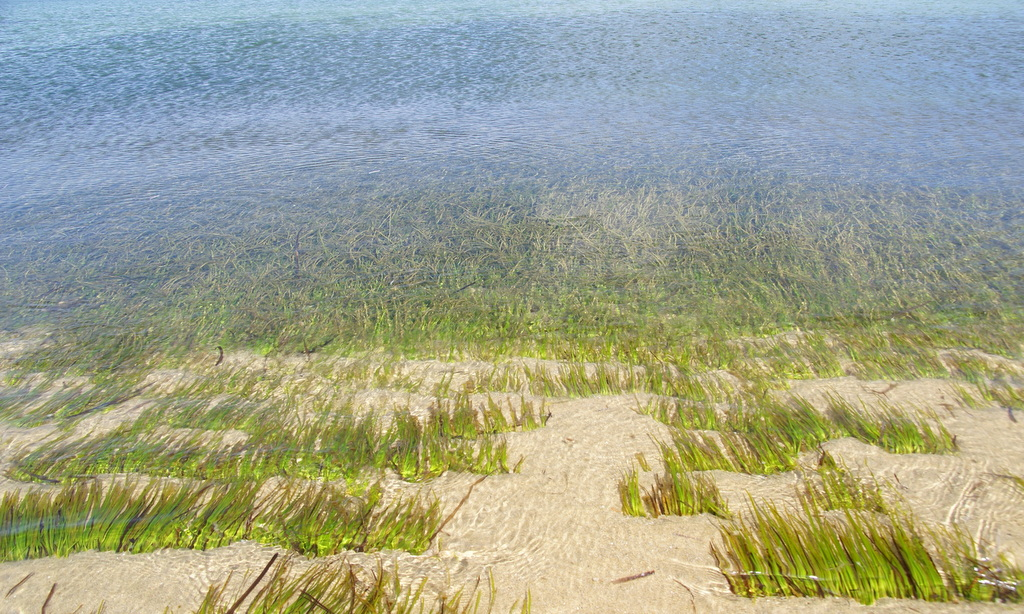
Посідонія океанічна в Греції

Posidonia oceanica — квіткова рослина, яка формує глибоководні луки або зростає невеликими групками на піщаному дні Середземного моря на глибині 1-35 метрів. Підземні кореневища (різоми) та коріння утримують рослину на дні, в той час, як пагони і листя зменшують накопичення мулу.
Стрічкоподібне листя шириною до 10 мм досягає в довжину 1,5 метри, зростає пучками по 6 або 7 штук, має паралельне жилкування з 13-17 жилками на одному листі. Кінець листа закруглений або іноді відсутній через пошкодження. Молоде листя яскраво-зелене, а з віком стає коричневим. Листя росте групами, в яких старе довше листя оточує молоде, яке розташоване ближче до середини.
Кореневища посідонії бувають двох типів: одні ростуть під землею і досягають 150 см, а інші зростають над поверхнею дна. Всі пагони прямостоячі, приблизно 10 мм в товщину. Пагони посідонії формують подушку, на поверхні якої знаходяться рухомі частини рослини, а внизу — щільне сплетіння кореневищ, коріння і пагонів, що розкладаються.
Тривіальна назва рослини — трава Нептуна. Ця рослина може формувати дуже великі клональні колонії. Наприклад, в 2006 році на Ібіці виявили колонію посідонії яка досягала 8 км та ймовірно формувалася протягом 100000 років. Імовірно, що це одна з найдавніших і найбільших клональних колоній на Землі.

## Поширення
Цей вид зустрічається тільки в Середземному морі на площі близько 38 000 квадратних кілометрів (3 % басейну). Посідонія найкраще росте в незабруднених людиною водах, і тому її наявність є маркером чистоти водойми[8. Про зростання посідонії можна судити за наявністю листя, яке виносить хвилями на узбережжя. Ідея робити з цього матеріалу компост стикається в Італії з законодавчою забороною використовувати з цією метою морські рослини і водорості[9].

## Таксономія
Родова назва рослини посійдонія (Posidonia) створена на честь Посейдона — грецького бога морів. Перший ботанічний опис цього виду зробив Карл Ліней. В той час цей рід називали Zostera. За сучасними номенклатурними системами APG (1998) та APG II (2003) рід посідонія (Posidonia)відносять до родини Posidoniaceae, порядку Alismatales. Вебсайт філогеніологічного аналізу визначає, що три родини Cymodoceaceae, Posidoniaceae і Ruppiaceae утворюють монофілетичну групу. Раніше системи класифікували цей рід у родині Potamogetonaceae або у родині Posidoniaceae, але належали до порядку Zosterales.

## Вторинний метаболізм
На сьогоднішній день у складі посідонії океанічної виявлено природні феноли, похідні фенілметану, похідні фенілетану, похідні фенілпропану та їхні складні ефіри, флавонолі, 5-альфа-холестани та інші. Багато сполук, про наявність яких в посідонії океанічній повідомлялося раніше, не були виявлені хімічними методами, а деякі, швидше за все, є випадковими забрудненнями, а не справжніми продуктами P. oceanica.

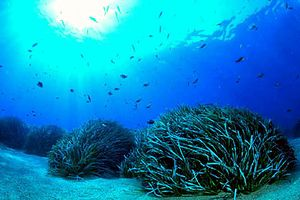
Окремі групи Посідонії океанічної